# Dates
Dates es una serie de televisión británica creada por Bryan Elsley , responsable también de la conocida serie Skins, que mezcla drama, comedia y romance. Su estreno tuvo lugar el cual el 10 de junio de 2013 y fue emitido por Channel 4. La serie ilustra de manera tragicómica el encuentro de un grupo de personas que, tras mantener un contacto por la web en sitios de citas en línea, acuerdan encontrarse para conocerse personalmente.

## Sinopsis
Situada en Londres , cada episodio de la serie se centra en la cita entre dos personas que se han reunido tras conocerse previamente en un servicio de citas en línea, explorando los distintos miedos, expectativas y complejidades de las relaciones sentimentales modernas, así como también las emociones, imperfecciones y situaciones casuales de las primeras citas.

## Reparto y personajes
Si bien la serie presenta distintas situaciones en cada episodio, algunos de los personajes aparecen en más de una emisión.
- Will Mellor como David (3 episodios).
- Oona Chaplin como Mia ("Celeste") (5 episodios).
- Sheridan Smith como Jenny (2 episodios).
- Neil Maskell como Nick (1 episodio).
- Ben Chaplin como Stephen (3 episodios).
- Katie McGrath como Kate (1 episodio).
- Gemma Chan como Erica (2 episodios).
- Montanna Thompson como Ellie (1 episodio).
- Greg McHugh como Callum (1 episodio).
- Sian Breckin como Heidi (1 episodio).
- Andrew Scott como Christian (1 episodio).

## Episodios
| # | Título original     | Director(es)        | Guionista(s)   | Fecha de estreno original |
| --- | ------------------- | ------------------- | -------------- | ------------------------- |
| 1 | «Mia y David»       | John Maybury        | Bryan Elsley   | 10 de junio de 2013       |
| David, un amable conductor de camiones, llega a un restaurante para satisfacer a una hermosa mujer llamada Celeste con quien ha arreglado una cita a través de Internet. |                     |                     |                |                           |
| 2 | «Jenny y Nick»      | Charles Sturridge   | Nancy Harris   | 11 de junio de 2013       |
| Jenny, una maestra tímida de Rotherham, queda en encontrarse con Nick, un comerciante de la ciudad, en un bar de vinos de Londres                                        |                     |                     |                |                           |
| 3 | «Mia y Stephen»     | John Maybury        | Ben Schiffer   | 12 de junio de 2013       |
| Mia se encuentra con otra cita, un cirujano superficialmente desenfadado llamado Stephen.                                                                                |                     |                     |                |                           |
| 4 | «Erica y Kate»      | Philippa Langdale   | Jamie Chan     | 18 de junio de 2013       |
| Erica, una lesbiana que no puede decirle a su familia china tradicional su condición sexual, se encuentra con la experimentada Kate en una discoteca.                    |                     |                     |                |                           |
| 5 | «David y Ellie»     | Sarah Walker        | Laura Hunter   | 19 de junio de 2013       |
| En su trigésimo cuarto cumpleaños, David conoce a Ellie, una chica que aparenta tener mucho menos edad que la que dice.                                                  |                     |                     |                |                           |
| 6 | «Erica y Callum»    | Philippa Langdale   | Jamie Brittain | 25 de junio de 2013       |
| Erica se reúne con Callum en un restaurante chino. Él, es un hombre que con su tosquedad al hablar y comportarse, le resulta absolutamente arrogante.                    |                     |                     |                |                           |
| 7 | «Stephen y Mia»     | Paul Andrew Wlliams | Bryan Elsley   | 26 de junio de 2013       |
| Stephen tiene cita con Mia para tener sexo por la tarde en un hotel, pero ella llama para decir que no va a ir.                                                          |                     |                     |                |                           |
| 8 | «Jenny y Christian» | Charles Sturridge   | Nancy Harris   | 2 de julio de 2013        |
| Jenny se encuentra en otra cita y parece congeniar con Christian, al concurrir a las exposiciones de una galería de arte.                                                |                     |                     |                |                           |
| 9 | «Mia y David»       | Charles Sturridge   | Ben Schiffer   | 3 de julio de 2013        |
| Mia se supone que debe encontrarse con David con el fin de satisfacer a sus hijos.                                                                                       |                     |                     |                |                           |